# Planificació lingüística
La planificació lingüística és l'intent de modificar la realitat sociolingüística d'un territori mitjançant «l'organització, la posada en pràctica i l'avaluació d'un conjunt coherent d'actuacions de política lingüística». Als Països Catalans sovint s'ha conegut la planificació lingüística amb el nom de normalització lingüística, seguint la proposta de Lluís Vicent Aracil a mitjan anys seixanta, i en altres països amb llengües minoritzades (com el Quebec, on es parla d'aménagement linguistique) també s'han fet servir expressions sense la paraula planificació per evitar les connotacions dirigistes del terme.
La normalització consisteix sobretot en l'elaboració i la implantació de normes d'ús lingüístic que tenen per objectiu incidir en tots els àmbits de la vida d'una societat.
Abasta dues vessants: la lingüístico-cultural i la sociopolítica. En aquest segon aspecte necessita la implicació de les forces polítiques i que s'exerceixi un cert grau de sobirania.
Es consideren prioritaris els àmbits on hi ha una major incidència comunicativa com l'ensenyament, la sanitat, la justícia, els mitjans de comunicació i el comerç.
Pel fet que la normalització suposa un canvi molt important i notori en la situació entre dues llengües en contacte, aquesta acció normalitzadora pot donar lloc a reaccions en sentit contrari. En el cas de Catalunya el Manifest dels 2.300 de l'any 1981 posava objeccions a les primeres accions de normalització i fins posava en dubte la seva motivació, mentre que el 2006 el Tinent general José Mena Aguado va incomplir el seu deure de silenci en les decisions polítiques en rebutjar públicament les mesures de normalització lingüística que afectarien el personal de l'exèrcit situat a Catalunya.
Per referir-se a aquestes accions adreçades contra la planificació lingüística, s'ha utilitzat el terme contraplanificació lingüística. Provinent de la tradició sociolingüística anglosaxona, el va introduir en català Rafael Ramos i Armengol i es va generalitzar a partir de les obres de Miquel Àngel Pradilla.

## Característiques
La planificació lingüística sovint s'ha identificat amb una tercera paraula contextual, essent usada com a eina per l'establiment de llenguatges nacionals estandarditzats per aconseguir la modernització i la construcció nacional. De fet, la planificació lingüística no és pas un fenomen modern ni està confinada al tercer món.
La planificació lingüística no està necessàriament confinada a nivell nacional. Pot ser realitzada per grups ètnics, religiosos o ocupacionals. En el cas de comunitats de llengua que estan dividides per fronteres, la planificació lingüística pot implicat més d'un país (a nivell de govern o d'organitzacions no governamentals) o organitzacions internacionals o regionals.
Una organització internacional (establerta als USA) que està involucrada en molts projectes de planificació lingüística arreu del món és SIL International
També la planificació lingüística pot anar de baix a dalt, un exemple és el moviment per un llenguatge no sexista als USA, el qual s'originà en el si de grups feministes, o bé el moviment N'Ko de l'Àfrica Occidental.

## Fases
La planificació lingüística sol tenir tres fases: 

### Planificació del corpus
La planificació del corpus és una intervenció prescriptiva en les formes del llenguatge. Pot suposar crear noves paraules o expressions, modificar-ne d'antigues o triar una forma preferent entre diverses alternatives. La planificació del corpus vol desenvolupar els recursos d'una llengua perquè es converteixi en una eina eficaç i ajustada a les necessitats d'una llengua moderna, amb la terminologia necessària per poder ser utilitzada en tots els àmbits. La planificació del corpus sovint està lligada a l'estandardització d'una llengua, i suposa la preparació d'una normativa ortogràfica i gramatical i la creació d'un diccionari que serveixi com a guia dels parlants i els escriptors d'una comunitat lingüística. També formen part de la planificació del corpus els esforços de purificació i d'exclusió de les formes estrangeres, les reformes ortogràfiques i la introducció de nous sistemes d'escriptura (com en la llengua turca). En el cas de les llengües àgrafes, el primer pas de la planificació del corpus és el desenvolupament d'un sistema d'escriptura.

### Planificació de l'estatus
La planificació de l'estatus intenta delimitar la funció de les llengües en una comunitat lingüística, cosa que implica definir-ne l'estatus, convertint una llengua o varietat en concret en llengua oficial, llengua nacional, etcètera. Sovint, això suposa elevar una llengua o un dialecte a la categoria de varietat de prestigi en detriment de les altres variants i promoure'n l'ús; aquest és un dels aspectes més polèmics i que troben més resistències de la planificació lingüística (vegeu l'article sobre política lingüística.

### Planificació de l'adquisició
La planificació de l'adquisició inclou l'ensenyament i l'aprenentatge de llengües, tant de nacionals com estrangeres com segones llengües. Implica esforços per influir en el nombre d'usuaris i la distribució de llengües i literatures, aconseguides a partir de la creació d'oportunitats o incentius per aprendre-les. Tals esforços es poden basar en polítiques d'assimilació o pluralisme. La planificació d'adquisició es relaciona directament amb l'extensió de la llengua. Mentre que la planificació d'adquisició la dirigeixen normalment els governs nacionals, regionals o municipals de la zona, cossos com el British Council, Alliance Française, Instituto Cervantes, Goethe-Institut, Società Dante Alighieri, Instituto Camões, i últimament l'Institut Confuci també són internacionalment molt actius en la promoció de l'educació en les seves respectives llengües.

## Planificació lingüística internacional
Hi ha hagut nombrosos esforços per crear i promoure la planificació lingüística a nivell internacional.
La ciencia de planificació lingüística internacional s'anomena Interlingüística. El terme fa referència a la recerca de possibilitats d'optimitzar la comunicació internacional, normalment hi prenen part els IALS international auxiliary languages, que són les Sigles que fan referència a les llengües artificals o planificades per facilitar la comunicació internacional com l'Esperanto, l'Ido, i la Interlingua

## Exposicions
El novembre de 2012 es va inaugurar a les cotxeres del Palau Robert de Barcelona una exposició que explicava els 30 anys del procés de normalització lingüística a Catalunya, amb el títol Avancem amb el català. 30 anys treballant per la llengua. La mostra, organitzada pel Departament de Cultura de la Generalitat de Catalunya i comissariada per la filòloga i experta en planificació lingüística Farners Llinàs, narrà el procés de normalització del català dels darrers 30 anys com un exemple reeixit de superació de les dificultats. El fil conductor era el material gràfic i multimèdia de les grans campanyes de foment de l'ús, situades en el seu context social i històric.

La campanya El català, cosa de tots –també coneguda com a campanya de la Norma– va ser la primera campanya institucional de sensibilització sobre l'ús de la llengua de la Generalitat, llançada l'any 1982. L'objectiu era presentar el procés de normalització de la llengua catalana com un element troncal de la democràcia que tot just començava i implicar-hi la societat civil catalana i les seves institucions. La Norma era una nena de dotze anys que dialogava amb tota mena de persones invitant-les a fer servir el català. Dibuixada per Juste de Nin (que signava com a Esquerrà), va ser la protagonista de nombroses historietes gràfiques publicades als diaris de l'època, amb guió d'Avel·lí Artís Gener, Tísner.
L'exposició mostrà les icones d'aquesta campanya i de moltes altres que s'han portat a terme al llarg d'aquests anys per promocionar l'ús del català, com ara El català depèn de vostè, Tu ets mestre, Dona corda al català i Encomana el català, entre d'altres. Hi ha objectes físics i també materials audiovisuals i multimèdia. Els visitants podran descarregar els espots històrics i altres elements digitals mitjançant codis QR i fer-se fotografies amb la Norma o fer propostes per al futur del català i compartir-les a les xarxes socials.
L'exposició es divideix en dos àmbits. El primer, en forma d'escala, fa un repàs de les principals campanyes de sensibilització sobre l'ús del català que ha dut a terme el Govern de la Generalitat durant els darrers 30 anys. El segon, en forma de plafons, complementa el primer i mostra el context on s'han desplegat les campanyes: s'hi reflecteixen temes com ara la situació de la llengua, les lleis i el català, el paper de la Direcció General de Política Lingüística i els organismes que té adscrits, les eines TIC al servei de la llengua, el paper dels mitjans de comunicació i el model educatiu català, etc.
La mostra es complementa amb un audiovisual que fa un recorregut per les principals campanyes mitjançant el fil conductor de diversos testimonis: Jordi Pujol, Lluís Juste de Nin, Núria Feliu, Miquel Calçada i Els Amics de les Arts.